# آيت سعيد أوكيسعدت (آيت اوقبلي)
آيت سعيد أوكيسعدت هي إحدى مشيخات المملكة المغربية، تتبع جغرافيا لإقليم أزيلال وإداريًا لآيت اوقبلي. يقدر عدد سكانها بـ 1202 نسمة حسب الإحصاء الرسمي للسكان والسكنى لسنة 2004.